# Île Chevreau
Isla Chevreau también conocida como Isla Bonhomme (en francés: Île Chevreau; île Bonhomme) es el nombre de una isla del Mar Caribe, en las Antillas Menores que pertenece a la Colectividad de Ultramar francesa de San Bartolomé. Se trata de un territorio al suroeste de Île Frégate, en su mayoría de roca seca, con algunos pocos arbustos y con una altura máxima de 104 metros sobre el nivel del mar. Hasta 2007 junto con el resto de San Bartolomé era parte administrativamente de la también francesa isla de Guadalupe, pero ese año se separó para formar una Colectividad de Ultramar propia.